# Siphonolaimus banyulensis
Siphonolaimus banyulensis is een rondwormensoort uit de familie van de Siphonolaimidae.